# Suore di carità di San Vincenzo de' Paoli del Principe di Palagonia
Le Suore di Carità di San Vincenzo de' Paoli del Principe di Palagonia (sigla S.V.) sono un istituto religioso femminile di diritto pontificio.

## Storia
La congregazione fu fondata nel 1835 da Francesco Paolo Gravina, principe di Palagonia e conte di Ventimiglia, per il servizio ai poveri nel "deposito di mendicità" da lui aperto a Palermo nel 1830; nel 1841 alle suore fu affidato anche l'Albergo delle povere eretto nel 1772 da Carlo di Borbone, di cui Palagonia era soprintendente.
Ferdinando Maria Pignatelli, arcivescovo di Palermo, approvò le costituzioni dell'istituto il 20 gennaio 1847; l'approvazione pontificia definitiva giunse il 24 settembre 1953.

## Attività e diffusione
Le suore si dedicano all'istruzione e all'educazione della gioventù e alla cura di orfani e anziani.
La sede generalizia è a Palermo.
Alla fine del 2015 l'istituto contava 50 religiose in 8 case.